# Brachychalcinus orbicularis
Brachychalcinus orbicularis és una espècie de peix de la família dels caràcids i de l'ordre dels caraciformes.

## Morfologia
- Els mascles poden assolir 9 cm de llargària total.[3]

## Alimentació
Menja cucs, insectes, crustacis i matèria vegetal.

## Hàbitat
Viu en zones de clima tropical entre 18 °C - 24 °C de temperatura.

## Distribució geogràfica
Es troba a Sud-amèrica, a les conques costaneres de Surinam i la Guaiana.